# Cocconotus personatus
Cocconotus personatus är en insektsart som beskrevs av Francois Jules Pictet de la Rive 1888. Cocconotus personatus ingår i släktet Cocconotus och familjen vårtbitare. Inga underarter finns listade i Catalogue of Life.